# 金蓮 (伊利諾伊州)
金蓮（英語：Golden Lily）是位於美國伊利諾伊州亞歷山大縣的一個非建制地區。該地的面積和人口皆未知。

## 地理
金蓮的座標為37°04′32″N 89°11′09″W / 37.07556°N 89.18583°W，而該地的平均海拔高度為94米（即308英尺）。